# Franzosenkapelle (Fuchsstadt)

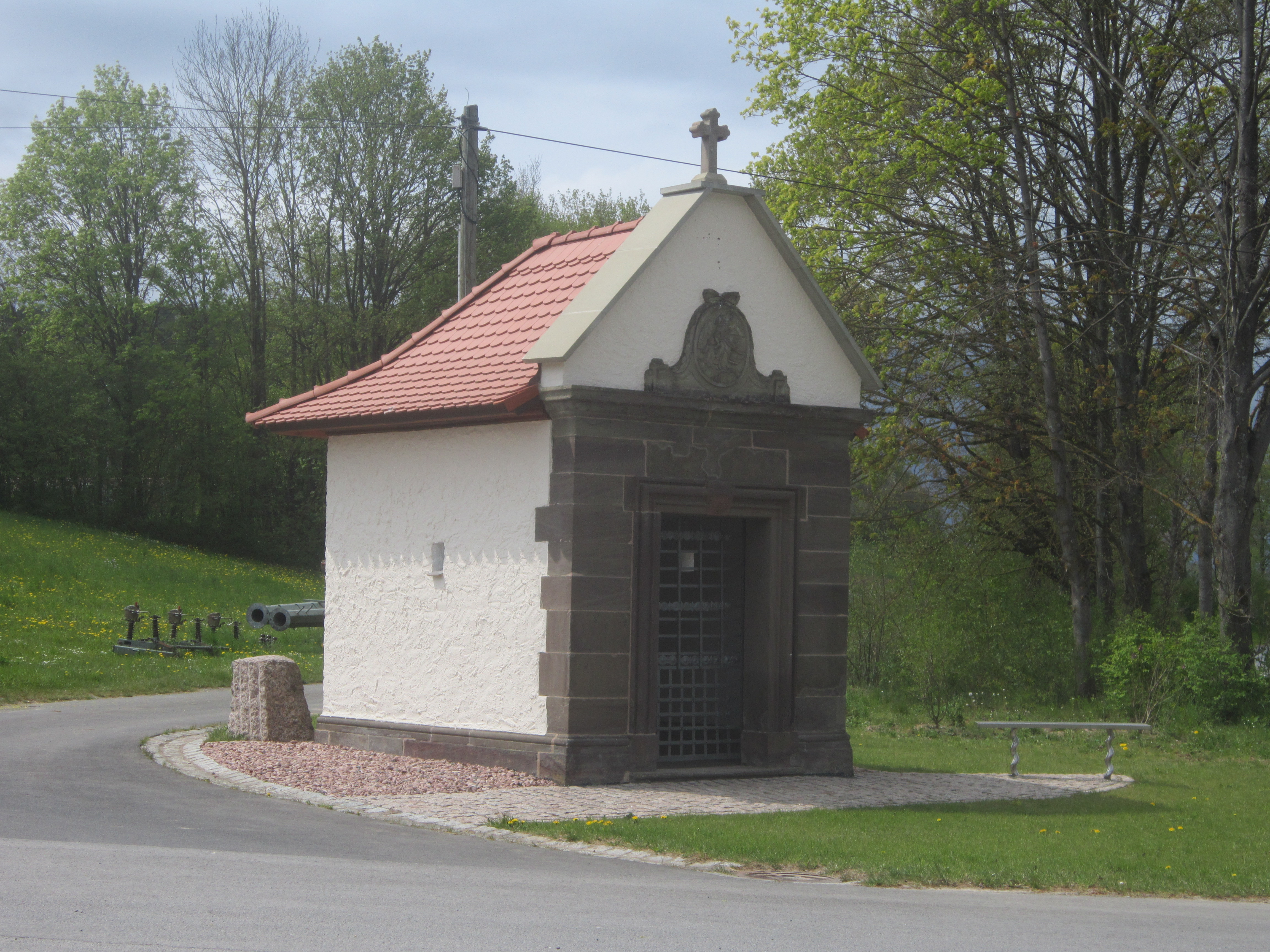
Die Franzosenkapelle in Fuchsstadt.

Die Franzosenkapelle befindet sich in der unterfränkischen Gemeinde Fuchsstadt im bayerischen Landkreis Bad Kissingen.
Sie gehört zu den Baudenkmälern von Fuchsstadt und ist unter der Nummer D-6-72-124-12 in der Bayerischen Denkmalliste registriert.

## Geschichte
Die hundert Meter vor Fuchsstadt an der Straße nach Hammelburg gelegene Kapelle wurde im Jahr 1797 aus grünem Sandstein errichtet. Wie die Inschrift am Mittelteil des Altars bezeugt, wurde die Kapelle nach dem Durchmarsch der französischen Truppen im Jahr 1796 aus Angst und Sorge den Vierzehn Nothelfern gewidmet. Das über dem Eingang befindliche Schutzengel-Relief wurde im Jahr 1970 vom Hammelburger Georg Ruppert erneuert. Das Relief wurde später das Ziel eines Diebstahls.
Der klassizistische Altar wird von Figuren des hl. Wendelin und des hl. Sebastian flankiert. Im Jahr 1970 fand eine Renovierung des Altars durch Ernst Benkert aus Sulzthal statt.
Beide Figuren um den Altar fielen, wie das Schutzengel-Relief, einem Diebstahl zum Opfer. Die Figur des hl. Sebastian konnte sichergestellt werden. Die Figur des hl. Wendelin sowie das Schutzengel-Relief wurden bei einer Renovierung im Jahr 1989, die durch Spenden aus der Fuchsstädter Bevölkerung finanziert wurde, erneuert.
Im Februar 2015 wurde die Kapelle vom Fuchsstädter Obst- und Gartenbauverein aufwändig saniert.